# Collège des commissaires généraux
Première République
Iléo I Iléo II

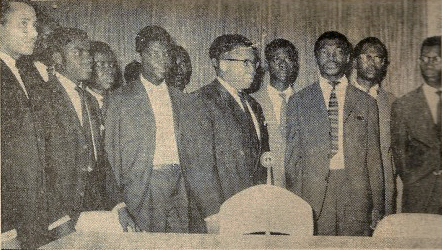
Prise de serment du collège des commissaires devant le président KasaVubu, le 3 octobre 1960.

Le Collège des commissaires généraux est un gouvernement provisoire de la république démocratique du Congo qui a fonctionné du 19 septembre 1960 jusqu’en janvier 1961.

En septembre 1960, après deux mois de régime parlementaire, et l’impasse entre le président Joseph Kasa-Vubu et le Premier ministre Patrice Lumumba, le colonel Mobutu annonce :
« L’Armée nationale congolaise a décidé de neutraliser le chef de l’État, les deux gouvernements rivaux en présence, ainsi que les deux chambres législatives jusqu’à la date du 31 décembre. Les politiciens pourront ainsi avoir le temps d’essayer de se mettre d’accord afin de mieux servir l’intérêt supérieur de ce pays. »
Connaissant des étudiants et universitaires congolais à l’étranger, Mobutu prend contact avec eux pour leur confier la gestion du pays.
Le 19 septembre 1960 à Léopoldville (Kinshasa), plusieurs de ceux-ci créèrent le Collège des Commissaires généraux, justifié par « la flagrante mégestion des affaires publiques par les élus depuis l’indépendance » du 30 juin 1960. Reconnaissant comme seul chef d'État le président Joseph Kasa-Vubu, ils s'engageaient à « travailler en accord avec lui ». Justin Bomboko était président du Collège et chargé des Affaires étrangères et du Commerce extérieur. Ferdinand Kazadi était chargé de la Défense nationale. Marcel Lihau était à la Justice, avec pour adjoint Étienne Tshisekedi. Les autres membres du Collège étaient Albert Ndele aux Finances, José Nussbaumer à l’Intérieur, Joseph Mbeka aux Affaires économiques, Mukendi aux Travaux publics, Kashemwa et son adjoint Henri Takizala aux Transports, Pierre Lebughe à l’Agriculture, Marcel Tshibamba à la Santé publique, Ngyese aux Classes moyennes, Mario Cardoso à l’Éducation nationale, Albert Bolela à l’Information, Valentin Bindo à la Fonction publique, Charles Bokonga avec comme adjoints André Bo-Boliko, Albert Mpase Nselenge Mpeti et Jonas Mukamba au Travail.

Le 29 septembre, Joseph Kasa-Vubu, neutralisé par l’armée, avec le Premier ministre Joseph Ileo à ses côtés, procède à l'installation du Collège. Des représentants diplomatiques de 17 pays étaient présents à la cérémonie, ainsi que la presse nationale et internationale. Le colonel Mobutu n'assista pas à la cérémonie déclarant plus tard : 
« Kasa-Vubu n’avait pas à organiser cette cérémonie, car j’ai déjà installé les universitaires dans leurs fonctions. »
 Ce collège fonctionna jusqu’en janvier 1961.

## Composition
Le Collège était composé de commissaires généraux (ministres) et de commissaires adjoints (vice-ministres), le président du collège était le chef de l'exécutif, premier ministre.

### Président et vice-président du Collège des commissaires généraux

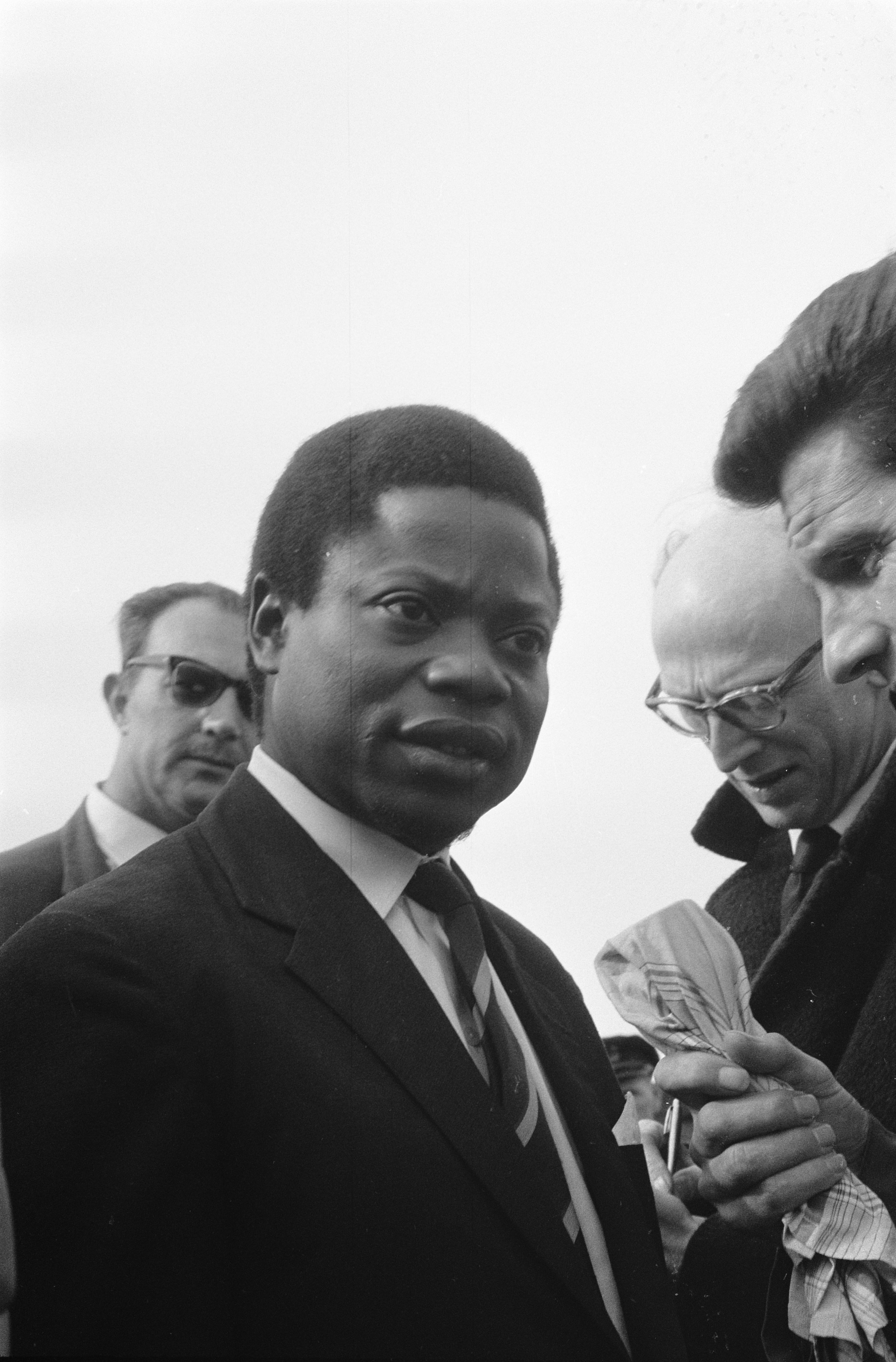
Justin Bomboko

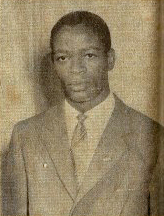
Albert Ndele

- Affaires étrangères et Commerce extérieur ; président du Collège : Justin Bomboko
- Finances et Questions monétaires ; vice-président du Collège : Albert Ndele

### Commissaires généraux

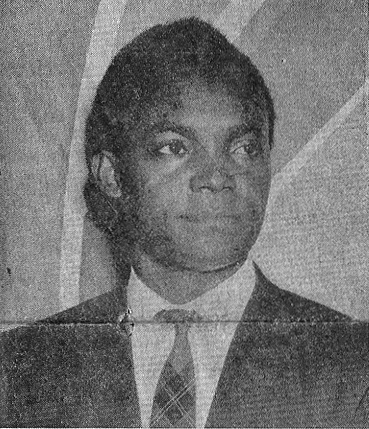
Charles Bokonga

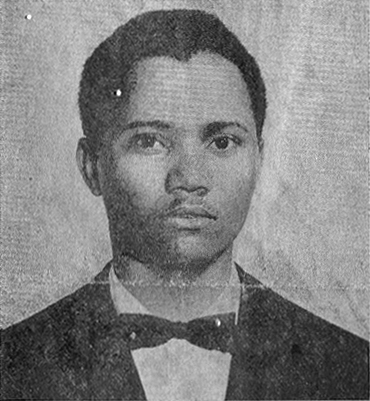
Mario Cardoso

- Travail et Prévoyance sociale : Charles Bokonga
- Éducation nationale, Jeunesse et sport ; porte-parole du Collège : Mario Cardoso
- Fonction Publique : Valentin Bindo Albi
  - remplacé par Auguste Kalanda Mabika en octobre à la suite de la résignation de Bindo
- Défense nationale : Ferdinand Kazadi
- Agriculture et Classes moyennes : Pierre Lebughe
- Justice : Marcel Lihau
- Travaux publics : Joseph Masanga
- Coordination économique et plan : Joseph Mbeka
- Information ; porte-parole du Collège : Albert Bolela
- Affaires sociales : Albert Mpase Nselenge Mpeti
- Télécommunications : Aubert Mukendi
- Intérieur : José Nussbaumer
- Santé publique : Marcel Tshibamba

### Commissaires
- Affaires sociales : Albert Atundu
- Éducation nationale, Jeunesse et sport : Cléophas Bizala
- Travail et Prévoyance sociale : André Bo-Boliko
- Intérieur : Damien Kandolo
- Affaires étrangères et Commerce extérieur : Ernest Kashemwa
- Plan et Coordination économique : Julien Kasongo
- Information : Pascal Kapella
- Information : Zépherin Konde
- Fonction publique : François Kungula
- Affaires étrangères et Commerce extérieur : Évariste Loliki
- Fonction publique : Félicien Lukusa
- Intérieur : Jonas Mukamba
- Finances : Paul Mushiete
- Agriculture : Claude Ngondo
- Classes moyennes : François Jean-Marie Ngyesse
- Transport et Communications : Gilbert Pongo
- Justice : Étienne Tshisekedi
- Éducation nationale : Honoré Waku
- Défense nationale : Nestor Watum
- Travaux publics : Henri Takizala
- Santé publique : Martin Ngwete
- Travaux publics : Joseph Posho